# Tres Purs

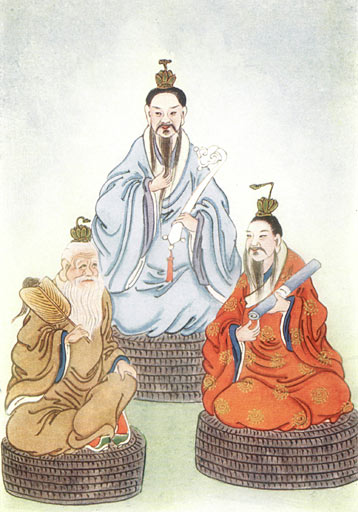
Triada taoista

Els Tres Purs, les Tres Pureses o les Tres Clarors (xinès tradicional: 三清, xinès simplificat: 三清, pinyin: sān qīng, Wade-Giles: San Ch'ing) designaven en el seu origen els tres cels superiors del taoisme, anomenats:
- Yuqing 玉清 «Puresa de jade»
- Shangqing 上清 «Elevada Puresa»
- Taiqing 太清 «Puresa suprema»

Estan situats immediatament sota el Daluo tian 大罗天 la «Gran volta celeste». En aquests tres cels hi resideixen les divinitats i els immortals encarregats de la custòdia de les escriptures taoistes i de les instruccions sagrades, revelades quan cal per a benefici de la humanitat que pateix.
Durant el segle iii, el terme de sanqing 三清 designava principalment els tres déus principals del panteó taoista. Es traduirà llavors el terme pel dels «Tres Purs». Aquesta presentació ternària dels cels, de les divinitats, de les escriptures i d'altres conceptes, no pertany a un corrent doctrinal en particular però correspon a una voluntat de presentació sintètica de la multiplicitat de les pràctiques i doctrines taoistes desenvolupades a l'època de les Sis dinasties. La voluntat de sincretisme present en el taoisme és afirmada de manera particular durant l'època de la Dinastia Tang.

## Context històric
Els xinesos dels primers segles de la nostra era vivien en un món "encantat", habitat per una multitud d'esperits, de fantasmes i de divinitats. Tots aquests éssers espirituals residien, una mica, per arreu de l'univers, en els cossos humans i en els cels.

### Els Mestres celestes sota els Han
La creació de la Via dels Mestres celestes cap a la meitat del segles II aC marca el començament del que, més tard, s'anomenarà el «taoisme religiós». Els seus fundadors posaren ordre en l'aparició d'una gran quantitat de déus creats per la imaginació popular. Això significà una autèntica revolució en la manera d'aprehendre, d'entendre mentalment el cos en la seva dimensió de temple sagrat habitat pels déus i els dimonis.
L'organització religiosa dels Mestres celestes en l'època dels Han va tenir com a model l'organització administrativa de l'imperi. Els primers Mestres celestes fabriquen, com els emperadors, talismans (符 fu) i registres (籙 lu), en el mateix estil amb el qual elaboren cartes d'introducció al món sobrenatural. Totes les escoles taoistes de l'edat mitjana a la Xina empraran aquests talismans per als rituals d'exorcisme, de purificacions i de guariments.
Segons la cosmologia dels Mestres celestes hi ha tres alés: Xuan, Yuan i Shi, que estan relacionats amb els tres cels, Qingwei, Yuyu i Dache, i que cadascun engendren els altres tres alés:(DZ 789, 9b)
| « | El Dao dona vida mitjançant respiracions subtils de tres colors que són els tres alés Xuan, Yuan i Shi (玄元始气是也). L'alè "Xuan" ("fosc i misteriós") és verd i forma el Cel, el "Shi" ("original") és groc i forma la Terra, l'alè "Yuan" és blanc i forma el Dao | » |

Aquests principis cosmològics, a més de nombrosos elements doctrinals, seran rebuts en herència pels corrents taoistes dels segles següents.

### Els corrents taoistes durant les Sis dinasties
Durant el període de les Sis Dinasties (de 220 a 589) que va seguir l'esclat de l'imperi Han, es formen diversos nous corrents de pensament taoista que seran anomenats més tard com: Shangqing, Taiqing i Lingbao. Aquests corrents doctrinals es constitueixen tot integrant diferents formes de pensaments i de pràctiques religioses.
- El Shangqing 上清 realitza un sincretisme de la cosmologia de l'època Han prou harmoniós,[3] incorporant elements manllevats als Mestres celestes, i fent ús dels termes wu 无 «no-ser» i you 有 «ser» fet per Wang Bi. Els textos sagrats associats al cel Shangqing, són aquells del corrent taoista revelat a Yang Xi per divinitats i esperits entra el 364 i el 370. La revelació Shangqing prometia als seus adeptes l'accés a un cel d'un rang superior, el cel del Shangqing de l'«Elevada puresa», i aportava escrits sagrats i amb mètodes més eminents que els dels Mestres celestes. El terme Shangqing va designar el corrent taoista del qual l'autèntic fundador és el gran teòric Tao Hongjing (456-536),[5] que va donar continuïtat a les revelacions de Yang Xi. Per arribar al Xianren (immortalitat), opten per la meditació, la visualització, l'èxtasi, les tècniques de respiració i la pràctica «daoyin» o Tao Yin més que per l'alquímia. No tenen present els rituals col·lectius i els talismans.
- Originalment, el terme Taiqing 太清 designava un estat espiritual intern de l'adepte. Posteriorment, durant els segles III i IV, es va designar cel Taiqing de «la puresa suprema» associat a la revelació de les doctrines i escriptures alquímiques i, per extensió, a la tradició principal del waidan 外丹 de «l'alquímia externa». Quan, al començament del segle VI, el Daozang ("Cànon taoista") va ser ampliat amb els Quatre Suplements, un d'ells s'anomenava taiqing i està consagrat al waidan.[6]
- L'escola Lingbao 靈寶 es va inspirar, en gran part, en el Ge Hong, en el Shangqing i en els ensenyaments dels Mestres celestes així, com també, d'una certa tradició confucionista.[3] Per primera vegada, es pot observar també una influència budista en el taoisme, en particular pel que fa a la noció de salut (pudu 普度). El panteó i la cosmologia Lingbao s'han adaptat a partir del budisme i del primer taoisme.

### Taoisme, confucianisme i budisme sota els Tang
El període dels Tang mostra el desenvolupament d'unes relacions més estretes entre el taoisme, el confucianisme i el budisme, d'accions conscients per harmonitzar els Tres ensenyaments. Els textos taoistes comencen a incorporar el dialecte Madhyamaka.
Foren adoptats elements del budisme per explicar la profusió de doctrines, d'escoles i de déus. Aquesta multiplicitat no és més que la presència, sota formes diferents, de la veritat última, sense forma, o del "cos de la llei (fashen 法身, darmakaya) que no pot ser vist. Tots els déus són avatars del Dao o de Yuanshi Tianzun, que prenen formes adaptades a les circumstàncies i als creients. Llistes de divinitats foren creades per sintetitzar el panteó del Shangqing i del Lingbao. És a aquest context que apareix el primer testimoniatge textual de la tríada divina al Fengdao kejie 奉道科戒 («Codis i preceptes per adorar el Dao»).

## Tres cels, tres escriptures, tres divinitats
Els tres cels de «Puresa» –Yuqing, Shangqing i Taiqing–, posteriorment, van ser associats amb tres déus –els més elevats del taoisme–, i amb tres conjunts d'escriptures conegudes com les "Tres Grutes" (sandong 三洞). El primer text que crea aquesta associació és el «Llibre dels esperits que donen la vida» (shengshen jing 生神经), llibre que data del començament del segle iii.
A partir d'aquesta època, el terme Sanqing 三清 designà principalment els tres déus anomenats els «Tres Purs» que estan associats a les Tres Grutes, i que corresponen a tres escoles religioses. Aquests déus són :
- El Venerable celeste de l'origen (Yuanshi tianzun 元始天尊)
- El Venerable celeste del tresor numinós (Lingbao tianzun 灵宝天尊)
- El Venerable celeste del Dao i de la seva Virtut (Daode tianzun 道德天尊)

Aquestes tres divinitats van ser enteses com una sola simbolitzant el Dao. Se'ls pot descriure més aviat com una trinitat més que com una triada. Aquests Tres Purs, aquests Tres Venerables (Tianzun) són d'una naturalesa radicalment diferent a la de les altres divinitats xineses. Un Pur no és una persona; es pot considerar una hipòstasi, un dels nombrosos aspectes mitjançant el qual el Dao pot apropar-se a la humanitat.)
| Associacions dels Tres Purs, segons la Taula 18 de Kohn |                                     |                                          |                                       |
| TRES PURS Cels: sanqing三清                             | Puresa de jade Yuqing玉清           | Puresa elevada Shangqing上清             | Puresa suprema Taiqing 太清           |
| TRES ORÍGENS Sanyuan 三元                               | Gruta caòtica hundong 混洞          | Caos vermell chihun 赤混                 | Ombra i silenci mingji 冥寂           |
| TRES CELS santian 三天                                  | Cel pur i tènue qingwei tian 清微天 | Cel de les restes de Yu Yuyu tian 禹余天 | Ciel grand écarlate dachi tian 大赤天 |
| TRES ALÈS san qi 三气                                   | Inaugural, verd 始青                | Original, groc yuanhuang 元黄            | Misteriós, blanc xuanbai 玄白         |
| TRES GRUTES sandong 三洞                                | Real dongzhen 洞真                  | Misteriós dongxuan 洞玄                  | Espiritual dongshen 洞神              |
| TRES VENERABLES CELESTES santian zun 三天尊             | Començament original yuanshi 元始   | Tresor numenós lingbao 灵宝              | Camí i virtut daode 道德              |

Entre aquestes triades, la de les Tres Grutes té un paper doctrinal important. Denota a l'origen el qi dels Tres sobirans (sanhuang 三皇, mestre del Cel, de la Terra i de la Humanitat), les «grutes» representen les tres corrents doctrinals del taoisme durant les Sis dinasties (els 369 anys des de 220 a 589). El nom de sanhuang ha derivat del Sanhuang wen 三皇文 (Escriptura dels Tres Sobirans), considerat com el text més representatiu de la tradició del sud, abans de la creació de les escoles Shangqing i Lingbao. Els tres components del Cànon taoista són el Dongzhen «la Gruta de la perfecció», el Dongxuan «la Gruta del Misteri», i el Dongshen «la Gruta de l'esperit ».

## La triada divina

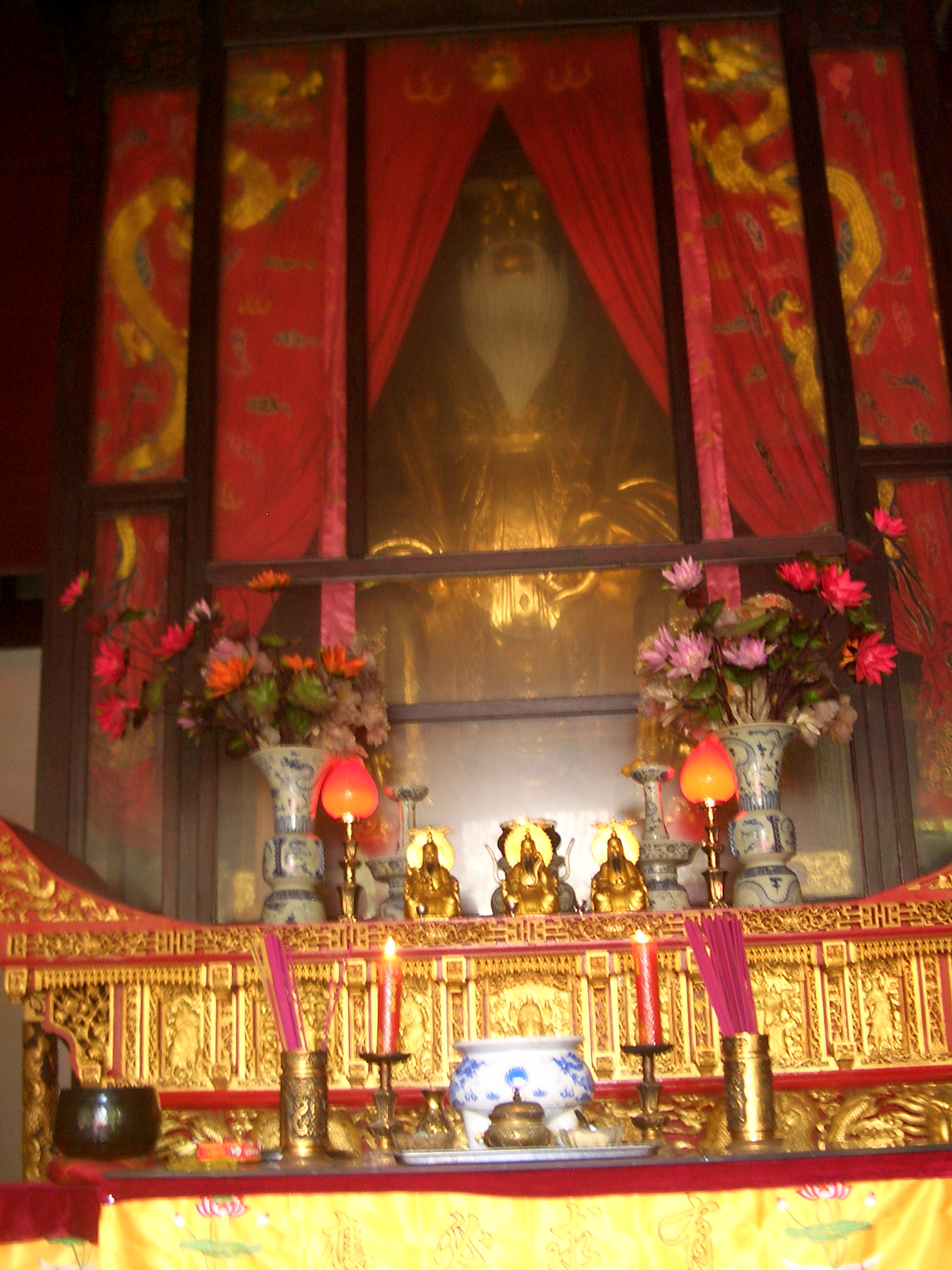
Estàtua de Daode Tianzun, al temple Changchun, a Wuhan

Hi ha nombroses esteles on es representa la triada del panteó taoista, descrits com els Tres Venerables, sanzun 三尊, que daten del segle vi. La primera, del 508, es va trobar al Monestir de l'estany de pedra, Shihong (石泓寺), a Fuzhou (Fujian). D'altres, tenen les dates del 515, el 521, el 567 i el 572, en l'època de la dinastia Tang. El primer testimoniatge textual de la triada divina es troba al Fengdao kejie (奉道科戒) («Codis i preceptes per adorar el Dao») del començament de la dinastia Tang.

### Yuanshi tianzun(元始天尊)
El Venerable celeste del començament primordial (Yuanshi tianzun, 元始天尊) representa l'aspecte còsmic i creatiu del Dao. Ha representat al centre de la triada i porta els atributs de la reialesa. Va aparèixer per primera vegada cap a l'any 485 en els comentaris del Duren Jing 度人经, l'«Escrit de salut» per Yan Dong 严东. Se'l coneix amb altres noms: Yuqing yuanshi tianzun 玉清元始天尊 («Venerable celeste de l'origen puresa de jade»), Yuqing dadi 玉清大帝 («Gran Emperador de puresa de jade»), etc. El títol de Tianzun 天尊 «Venerable celeste» és una adaptació d'un epítet del Buda, qualificat de shizun 世尊 «Venerable del món».

### Lingbao tianzun(灵宝天尊)
El Venerable celeste del tresor numenós (Lingbao tianzun, 灵宝天尊)), juga el paper de revelador de les escriptures sagrades. Està a l'esquerra del Venerable celeste del començament primordial i li fa de portaveu. És també conegut amb els noms de Taishang daojun 太上道君 «El més gran Senyor de la Via» o, simplement, Taisheng 太上 «El més gran». Apareix amb una biografia desenvolupada a les escriptures Lingbao 灵宝 com un deixeble i un missatger del Venerable celeste del començament. Les relacions entre aquestes dues divinitats s'assemblen a les que es troba en el budisme Mahayana, amb el Venerable celeste residint per sobre de l'univers conegut i el Senyor de la via, el seu deixeble, buscant instruccions per alleugerir el patiment de la humanitat.

### Daode tianzun(道德天尊)
El tercer déu, situat a dreta de la divinitat central, és «El Venerable celeste de la Via i de la seva Virtut» Taishang laojun (太上老君), també anomenat Laozi. Se l'ha descrit com el deixeble del Senyor del Dao qui la va ajudar a esdevenir un Perfecte. La seva funció principal és la de mantenir contactes estrets amb la humanitat. Aquí també es veu una relació clara amb el model budista, al qual té una tercera divinitat que és el bodhisattva salvador.